# Орлов, Николай Александрович (1903—1999)
Николай Александрович Орлов (12 ноября 1903, Кострома, Российская империя — 8 сентября 1999, Камышин, Российская Федерация) — советский и российский поэт, журналист и военный лётчик.

## Биография
Происходил из семьи лесовода. Окончил Костромское реальное училище и Ивановский политехнический институт. В 1923 году в Иваново-Вознесенске в газете «Рабочий край» было напечатано его первое стихотворение. В 1924 поступил в Ленинградское авиационное училище. Службу проходил в авиации Черноморского флота. Поставил несколько рекордов по перелётам.
В Севастополе был членом литературного объединения «Шторм» при военно-морском флоте СССР и печатал стихи в местных газетах, таких как «Красный черноморец». Стихи поэта пользовались популярностью среди читателей. В письме Орлов обратился к Максиму Горькому с просьбой дать критический анализ его творчеству. В ответном письме писатель отметил талант молодого поэта и посоветовал ему изучать творческое наследие Александра Пушкина и Михаила Лермонтова. Позднее Горький помог Орлову издать его первый поэтический сборник.
Получив травму во время аварии, Орлов был вынужден оставить авиацию и вернулся в Кострому, где занялся журналистикой. По словам его жены, Кравец Александры Наумовны, и дочери, Светланы Николаевны, он переписывался и дружил с сёстрами Сергея Есенина — Екатериной и Александрой. В Костроме поступил в Учительский институт. Во время Великой Отечественной войны просил добровольцем отправить его на фронт, но получил отказ из-за проблем со здоровьем. В тылу писал патриотические стихи для плакатов, выступал с концертной бригадой в госпиталях и клубах. В Костроме работал редактором газеты «Северная Звезда».

### Арест
В ночь с 22 на 23 мая 1944 году за критику советской власти (за вопрос к эвакуированным жителям Ленинграда — почему нельзя было распределить продовольственные запасы не в одном месте — на Бадаевских складах, которые были разбомблены и сожжены, а по всем районным складам города и тогда бы не произошла катастрофа с продовольственным снабжением) по доносу был арестован по месту проживания.
Аресту предшествовало опубликование в журнале «Крокодил» № 17 за 1944 год (подписан к печати 15.05.1944 года) фельетона журналиста Василия Ивановича Ардаматского «Овощ, выросший в Костроме», в котором нещадно критиковалась литературная деятельность поэта Орлова. Хотя в этом же фельетоне Ардаматский утверждал, что ему (во множественном лице — «нам»), неизвестен Николай Орлов: «Кто он такой, точно нам неизвестно. В Костроме Николай Орлов считается поэтом». В фельетоне было прямое указание и на бездействие местных властей, поскольку «Его (Орлова) утомлённой лире предоставлена в Костроме сказочная вольность». Насколько повлияло опубликование этого фельетона на арест поэта, произошедший сразу же после выпуска этого номера журнала в продажу, неизвестно. Но взаимосвязь между этими событиями, произошедшими в одно и то же время, прослеживается чётко. Был ли данный фельетон написан В. И. Ардаматским по чьему-либо указанию или являлся инициативой автора, также неизвестно.
Имела ли ввиду оговорка в фельетоне: «Кто он такой, точно нам неизвестно», указание на то, что данный фельетон Ардаматский писал не по личной инициативе, а по указанию «компетентных органов», создавая почву для дальнейшего уголовного преследования Орлова, непонятно и не имеет доказательств. Однако, в Википедии на странице «Ардаматский, Василий Иванович» отмечено: «В 1967 году в журнале „Нева“ был опубликован его документальный роман „Возмездие“, где речь шла о провале миссии Бориса Савинкова в 1924 году. Создание романа стало возможным благодаря доступу писателя к архивам КГБ. По его сценарию был снят фильм „Крах“ (1968) и его ремейк „Синдикат-2“ (1983)». Кроме прочего Ардаматским были написана повесть «Я 11-17» (1958), роман «„Сатурн“ почти не виден» (1963) и ряд других произведений и сценариев о деятельности сотрудников НКВД-НКГБ-МГБ-КГБ, что наводит на определённые размышления. Поскольку допуск к документам и архивам НКВД-КГБ мог предоставляться лишь абсолютно доверенным писателям (и то не всем). Кроме того на эти размышления наводит и ещё один факт из биографии Ардаматского опубликованный в Википедии: «20 марта 1953 года фактически к окончанию так называемого „Дела врачей“ журнал „Крокодил“ опубликовал скандальный фельетон Ардаматского „Пиня из Жмеринки“. Фельетон был расценен как антисемитский, а сам Ардаматский, по некоторым свидетельствам, получил прозвище „Пиня“».
После краткого следствия Орлов был приговорён к заключению в лагерях. Семилетний срок отбывал в тюрьмах и лагерях Костромы, Ярославля, Воркуты и Заполярья. В заключении продолжал писать стихи, которые были изданы только после распада СССР. Освобождён с запретом жить в ряде городов страны. Причины ареста и подробности отбывания заключения описаны им в книге «Время славы и подлости (Петля-2)». В 1951 году поселился в Камышине, где продолжил печатать стихи в местных газетах и журналах. В 1960 году в сборнике «Песни России», изданном в Волгограде, были напечатаны восемь песен Орлова. В начале 1960-х была также издана вторая книга его стихов. В 1961 году Орлов был принят в члены Союза журналистов СССР. Имя поэта входит в энциклопедию Камышина «Город нашей судьбы» и книгу «Известные камышане двадцатого века».

### Семья
Орлов неоднократно был женат. От брака с геологом Александрой Наумовной Кравец (1908—2003) имел дочь — Светлану Николаевну Першину (1937—2014) и сына —Руслана Николаевича Орлова (1940—1942). В 1943 году брак был расторгнут.

### Творческое наследие
Орлов, автор нескольких песен и поэтических сборников — «Солнце за станком» (1932), «Встреча» (1963), «Ордер на обыск» (1992), «После встреч и разлук» (1994), «Повороты судьбы» (1999). Проза — «Время славы и подлости (Петля-2)» (1994). Самым известным стихотворением поэта является «Камышинский вальс». Положенное на музыку композитором Анатолием Ивановичем Вековешниковым, оно стало гимном города Камышин.